# New York (2019年の書体)
New York（ニューヨーク）は、Appleが制作したセリフ書体（トランジショナル）。2019年6月に開発者向けにリリースされた。Appleからリリースされているが、プラットフォーム上でのソフトウェアの開発やモックアップの作成にのみ使用されている。
もともとはSerif UIというコードネームで、2018年6月4日のWWDC 2018でApple Booksが刷新された際に初公開された。iOS 12ではApple Books専用だったため、Apple開発者向けのウェブサイトではダウンロードできなかった。その後、2019年6月に開発者向けサイトで「New York」という名称で、それぞれ6種のウェイト（太さ）がある4種の光学サイズでリリースされた。このフォントには、OpenTypeフォント機能により、プロポーショナル幅と等幅の両方でライニング数字とオールドスタイル数字が搭載されている。
なお、Appleは1983年にも同じ「New York」という名称のフォントを開発し、Classic Mac OSに搭載していた。1983年と2019年のNew Yorkは同じセリフ書体という共通点はあるものの、あくまで別のフォントでありデザインは異なっている。

## 用途
San Franciscoの利用と同様に、New Yorkの利用を制限している。ライセンスによると、Appleのプラットフォーム向けのアプリケーションの設計・開発に制限されている。